# Райън Тедър
Райън Бенджамин Тедър (на английски: Ryan Benjamin Tedder) е роден на 26 юни 1979 в Тълса, Оклахома, САЩ. Той е американски певец, както и номиниран за Грами автор на песни и продуцент. Писал е песни за различни изпълнители, като е и съавтор заедно с Джеси Маккартни на хита Bleeding Love на британската певица Леона Люис. Той е фронтмен на групата OneRepublic.